# بازار چیت‌سازی
بازار چیت سازی مربوط به دوره قاجار است و در یزد، بازار تیمچه علی خان، به موازات و شمال بازار قیصریه واقع شده و این اثر در تاریخ ۱۷ اسفند ۱۳۸۱ با شمارهٔ ثبت ۷۷۹۲ به‌عنوان یکی از آثار ملی ایران به ثبت رسیده است.